# El Chavo del Ocho
El Chavo del Ocho este un serial mexican creat de Roberto Gómez Bolaños și produs de Televisión Independiente de México și Televisa, care a fost difuzat pentru prima oară în Mexic pe Canal 8 pe data de 27 aprilie 1972. Serialul îi are în distribuție pe Gómez Bolaños, Ramón Valdés, Carlos Villagrán, María Antonieta de las Nieves, Florinda Meza, Rubén Aguirre, Angelines Fernández și Édgar Vivar.